# ایوان یاکولف
ایوان یاکولف (روسی: Иван Геннадьевич Яковлев؛ IPA: [ɪˈvan ˈjakəvlʲɪf]؛ زادهٔ ۱۷ آوریل ۱۹۹۵) بازیکن والیبال اهل کشور روسیه است.